# Elisenda Tamburini
Elisenda Tamburini (Catalunya?, 1961) és una exjugadora de voleibol.
Començà a jugar al Club Voleibol Cornellà en la posició de col·locadora i també de rematadora, aconseguint dues Lligues espanyola i una Copa de la Reina (1982). Continuà competint amb el mateix equip quan l'entitat cornellanenca fou absorbida pel Reial Club Deportiu Espanyol, excepte la temporada 1985-86 que es retirà temporalment per maternitat. Amb l'Espanyol-Cornellà guanyà dos títols de Lligues i dues Copes de la Reina. Fou internacional amb la selecció espanyola absoluta durant la dècada del 1980, participant en diversos campionats internacionals.

## Palmarès
- 4 Lligues espanyoles de voleibol femenina: 1979-80, 1981-82, 1984-85, 1987-88
- 4 Copes espanyoles de voleibol femenina: 1982, 1984, 1985, 1986
- 5 Lligues catalanes de voleibol femenina: 1982-83, 1983-84, 1985-86, 1986-87, 1987-88